# Purwo Rejo
Purwo Rejo is een bestuurslaag in het regentschap Lahat van de provincie Zuid-Sumatra, Indonesië. Purwo Rejo telt 549 inwoners (volkstelling 2010).